# Elopteryks
Elopteryks – dwunożny, mięsożerny dinozaur z grupy maniraptorów (Maniraptora).
Jego nazwa znaczy „małe skrzydło”, bagienne skrzydło
Inna nazwa: Bradycneme.
Żył w okresie późnej kredy (ok. 71–65 mln lat temu) na terenach współczesnej Europy (Rumunia). Długość ciała ok. 1 m, wysokość ok. 50 cm, masa ok. 5 kg. Jego szczątki znaleziono w Rumunii.
Znany jest jeden gatunek Elopteryx nopcsai.